# Flagge von Kastilien-León
Die Flagge der spanischen autonomen Gemeinschaft Kastilien-León wurde im Artikel 5 des Gesetzes 4/1983 über den Autonomiestatus Kastilien-Leóns am 25. Februar 1983 festgelegt.

## Beschreibung
Die Flagge ist geviertelt. Im ersten und vierten Feld eine goldene Burg mit drei Zinnen, schwarzem Mauerwerk und blauen Maueröffnungen auf rotem Grund. Im zweiten und dritten Feld ein steigender, purpurner Löwe auf silbernem Grund mit goldener Krone und roter Zunge und Klauen. Ihre Darstellung ist im Vergleich zu ihrem historischen Vorbild modernisiert. Laut Gesetz weht sie bei allen offiziellen Anlässen zur rechten der Flagge Spaniens.

## Herkunft
Die Flagge ist der Flagge des Königreiches von Kastilien und León nachempfunden, die zwischen 1230 und 1516 in Verwendung war. Diese wehte auch auf den Schiffen Christoph Kolumbus’ bei seiner Entdeckung Amerikas. Dieses Wappenbanner entstand durch die Zusammenführung der Banner der beiden Königreiche. Ihre Elemente finden sich auch im heutigen Wappen Spaniens.

Banner des Königreichs León
Banner des Königreichs Kastilien
Banner des Königreichs Kastilien und León

## Weitere Flaggen Kastilien-Leóns
Vor der Erlangung des Autonomiestatus verwendete man in Kastilien bereits das Burgmotiv auf dunkelrotem Grund.
Ein Mythos ist dagegen die Verwendung der Burg auf einer violetten Flagge, der Pendón Morado de Castilla oder Pendón de los Comuneros Anfang des 16. Jahrhunderts. Die Comuneros, die damals gegen Karl I. rebellierten, verwendeten eine purpurne Flagge, was aufgrund der Bezeichnung zur Missinterpretation führte. Tatsächlich war die Flagge rot bis dunkelrot. Das Missverständnis ist allerdings weit verbreitet, so dass zum Beispiel kastilische Nationalisten diese violette Flagge verwenden, da sie Violett als Nationalfarbe ansehen. Auch die offizielle Flagge der Zweiten Spanischen Republik enthielt aufgrund dieses Irrglaubes einen purpurnen Streifen als Symbol Kastiliens.
Neben dem Wappenbanner ist als offizielles Banner auch eine dunkelrote Flagge mit dem Wappen von Kastilien-León in Gebrauch.

Fehlerhafte Darstellung des Pendón de los Comuneros
Flagge Kastiliens in den späten 1970ern
Offizielles Banner Kastiliens